# Leon Axen
Leon Axen født 1961 er en tidligere dansk atlet. Han var medlem af Hvidovre AK senere i Sparta Atletik.

## Internationale ungdomsmesterskaber
- 1979 JEM Højdespring 15.plads 2,05

## Danske mesterskaber
- Guld 1981 Højdespring 2,15
- Sølv 1980 Højdespring 2,06

## Personlig rekord
- Højdespring: 2,15 1981